# 將軍澳市中心

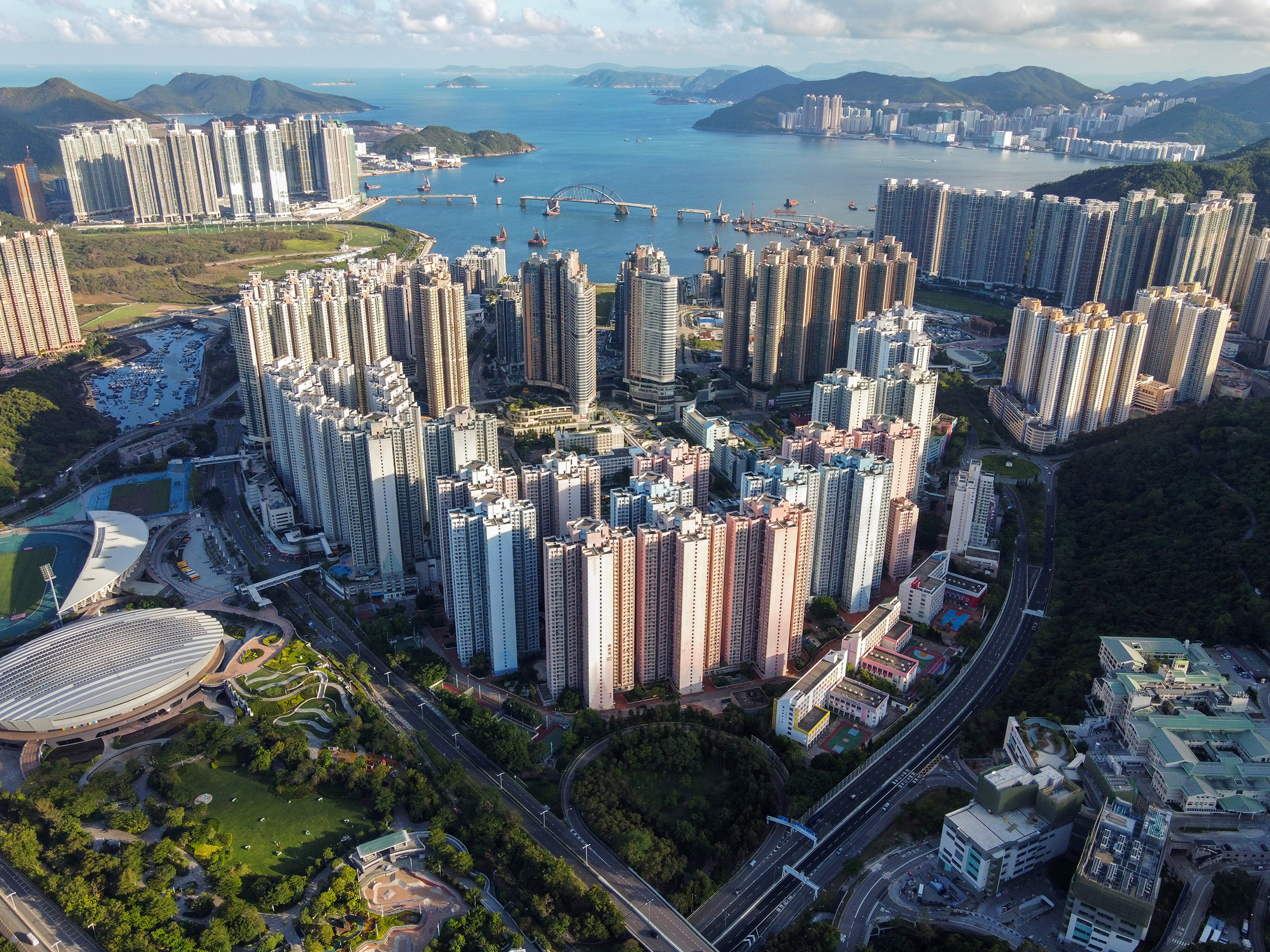
將軍澳市中心

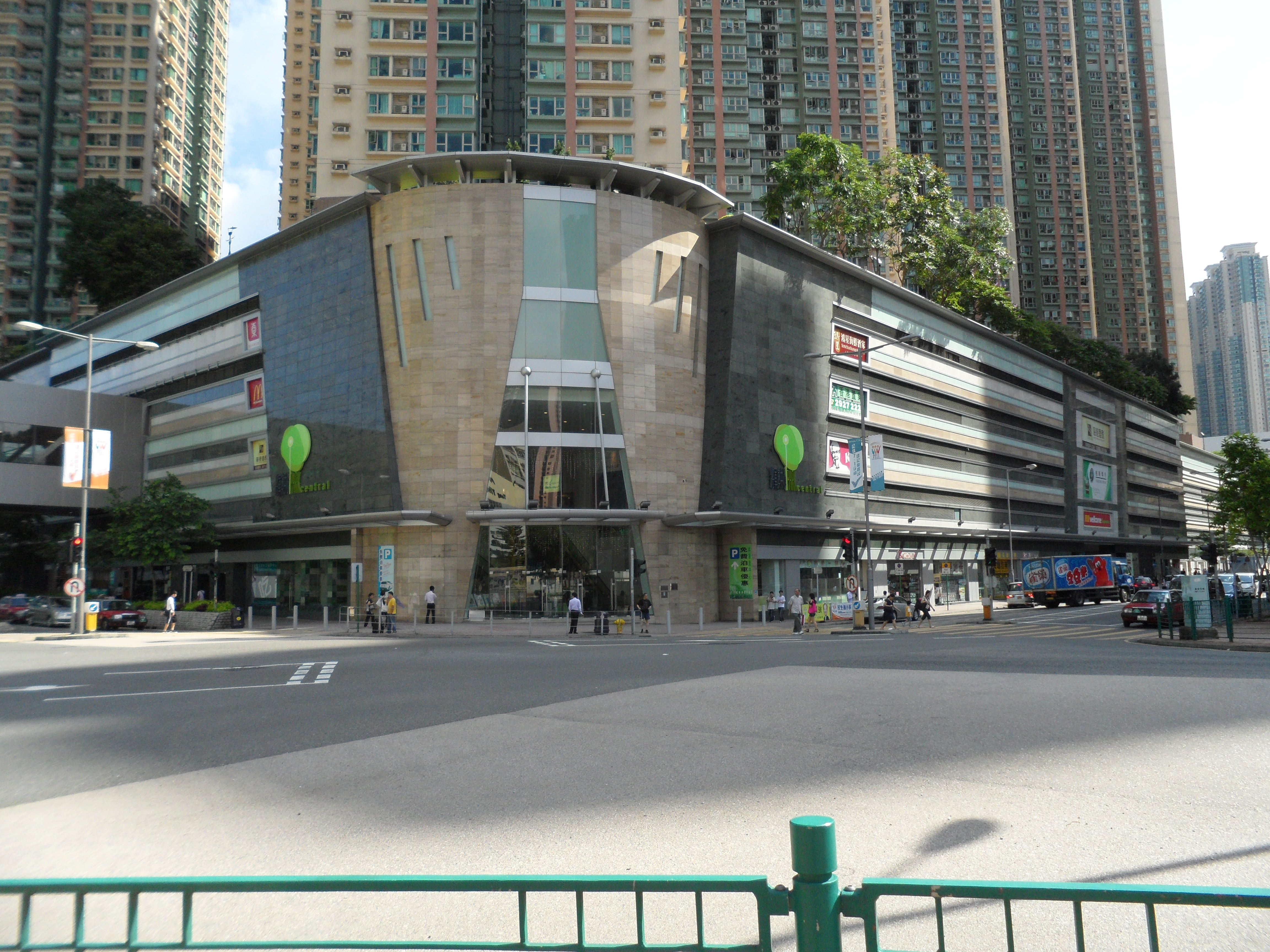
將軍澳中心，位于唐賢街與唐德街交界的入口

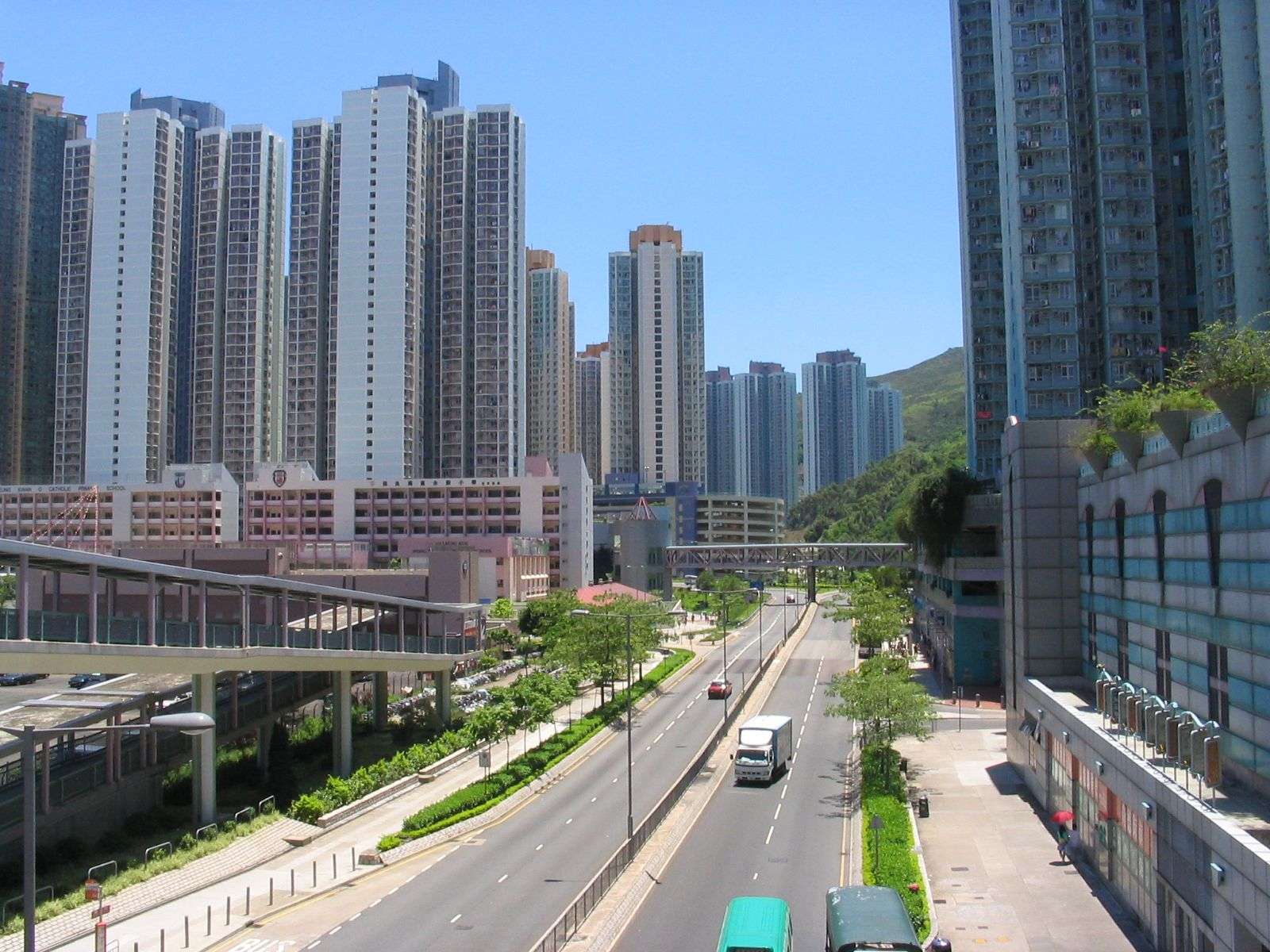
唐明街 向調景嶺方向

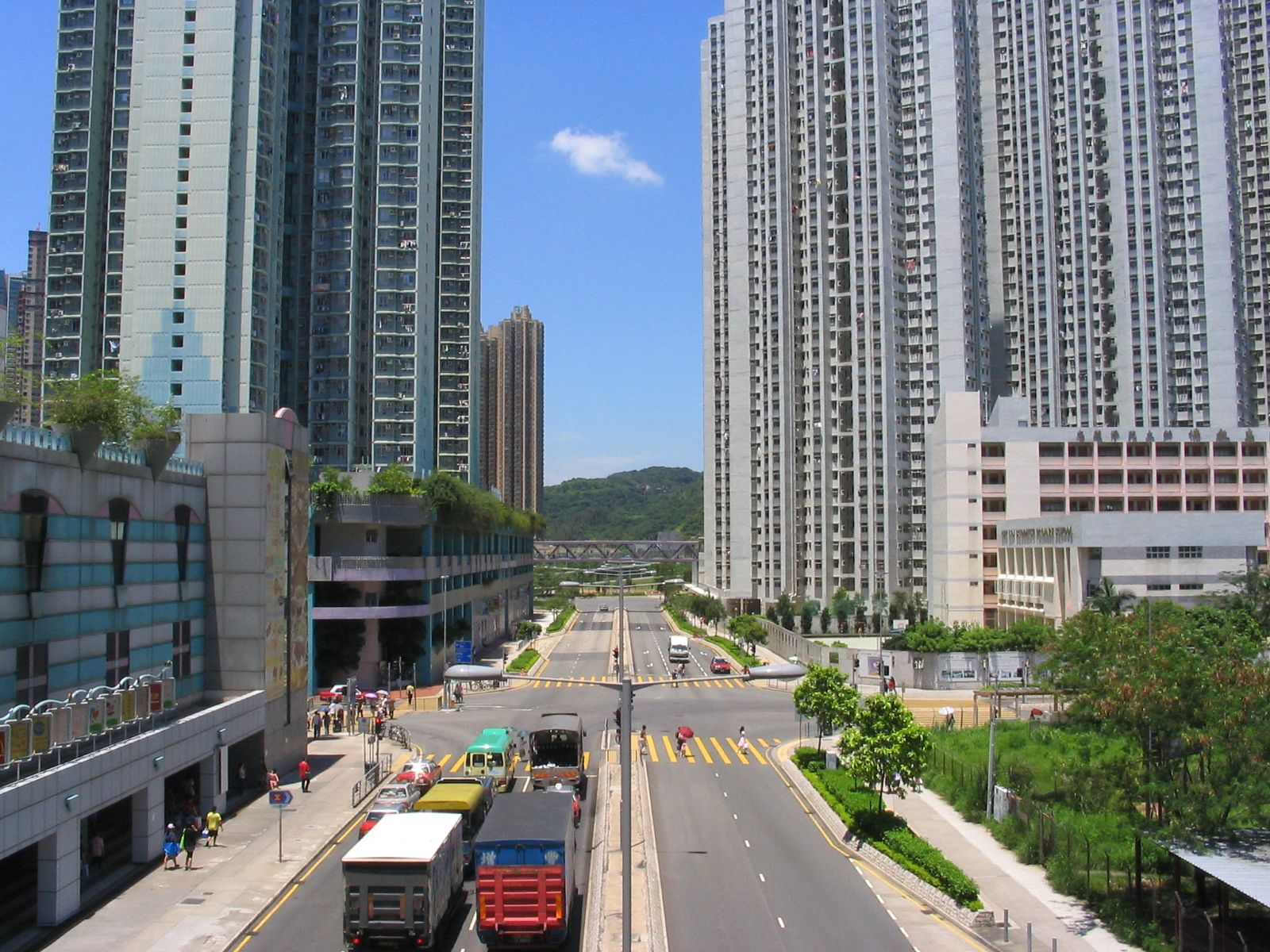
唐明街向坑口方向

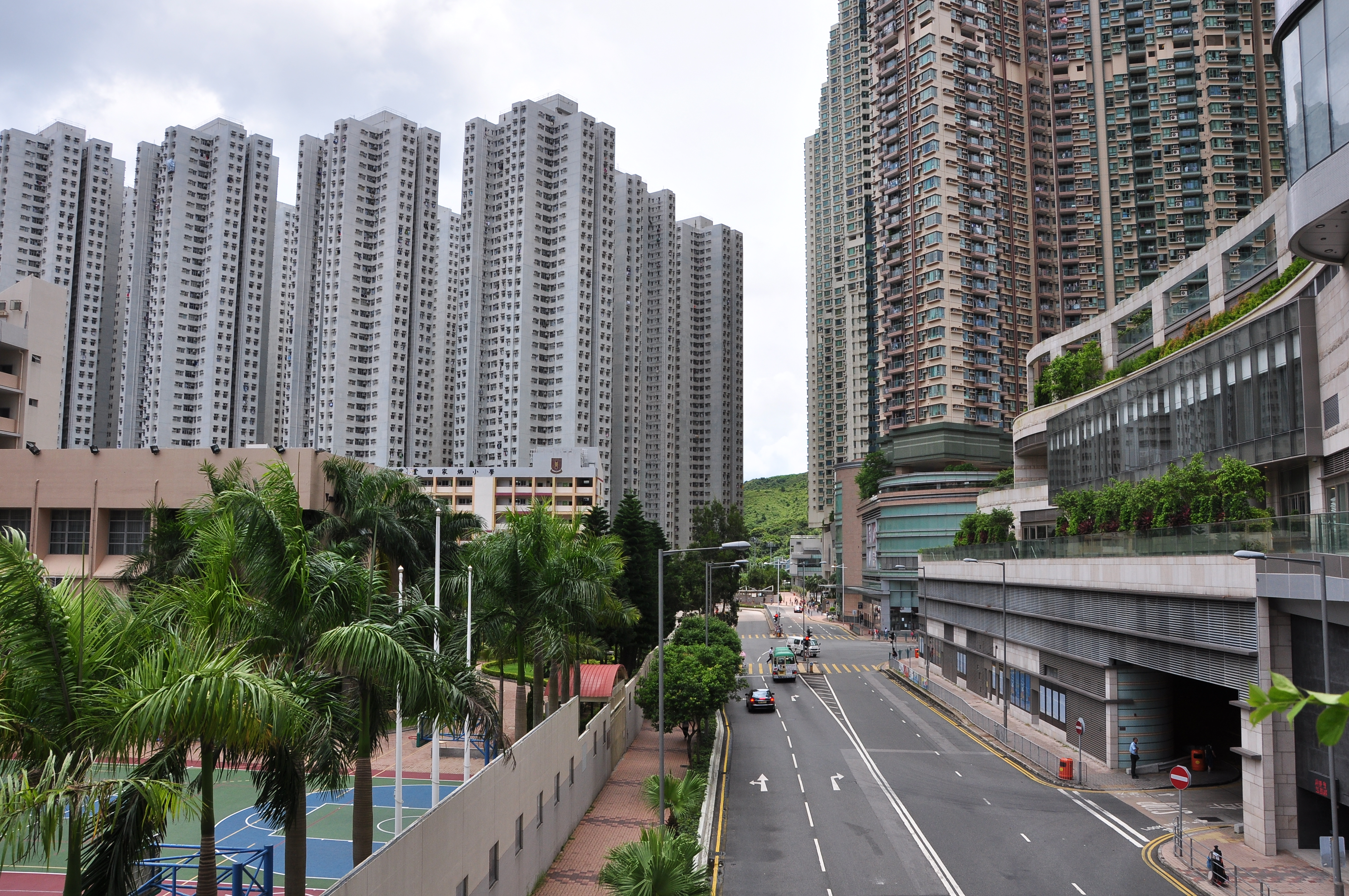
唐德街近唐俊街交界處，圖左由近至遠為仁濟醫院王華湘中學、仁愛堂田家炳小學及富康花園，圖右由近至遠為天晉、君傲灣及將軍澳廣場

將軍澳市中心（英語：Tseung Kwan O Town Centre），是香港新界將軍澳新市鎮的中心區域，位於坑口之西南，可算是將軍澳較新的發展區，但因尚德邨較早期發展，故稱作尚德。隨著港鐵將軍澳綫在此處設有將軍澳站以及多個商場、住宅、酒店項目落成，目前將軍澳市中心已泛指將軍澳站，將軍澳南，尚德邨，廣明苑等一帶。
值得留意的是，雖然在新市鎮規劃中，將軍澳市中心定義為「新市鎮的中心」，但由於其北部的寶林及坑口一帶較早發展，並連接九龍及清水灣，而將軍澳站以南的住宅較遲落成，故直到2010年代中期前寶林及坑口是新市鎮中最繁盛的地區。

## 歷史
1970年代港府開始研究將軍澳新市鎮計劃，當時將軍澳市中心並非位於現時位置，而是在將軍澳村東南面（即現時的寶林）。直至1982年政府正式宣佈發展將軍澳為新市鎮之時，預定的市中心位置向東南方下移，位於坑口與調景嶺東南面新填海區，並發表了三期將軍澳發展計劃，在市中心發展前，主要倚靠寶林成為臨時市中心。2002年地鐵（今港鐵）將軍澳綫通車之前，將軍澳居民一直以當地最大型的屋邨「尚德」作為整個將軍澳新填海區的總稱。因此政府在2000年代後期為寫有「市中心」的路牌加上「（尚德）」這名字，以包含早期發展的「尚德」、後期發展的「港鐵將軍澳站」一帶，甚至更後期發展的「市中心南部」。
1997年香港回歸後，政府對將軍澳發展大綱一改再改，影響到地鐵路綫的走向之餘，將軍澳市中心位置同時不斷向外移。由於早期發展將軍澳時一直缺乏定義何處為市中心，居民便順理成章視寶琳及坑口為「市中心」。
2000年起將軍澳市中心一帶才正式興建及發展，尚德邨則為市中心最早落成的公共屋邨。及至現在由於居民反對繼續在現時將軍澳堆填區以南再填海，將軍澳市中心的位置才正式固定。與此同時，居民依然習慣把尚德邨一帶稱為「尚德」，而尚德以南的市中心及將軍澳站地區則稱之為「將軍澳市中心」或「天晉」，而市中心南部將軍澳站以南稱為「將南」或「澳南」。
2011年將軍澳站上蓋私人住宅天晉旁的酒店項目命名香港九龍東皇冠假日酒店及香港九龍東智選假日酒店，行政分區上它們均位於新界東區，不過卻以「九龍東」命名，引起了公眾和網上討論區對於酒店所在地的地區爭議。

## 位置
將軍澳市中心是指調景嶺以東至東北方，坑口西南方的新填海區域，北至環保大道，西至將軍澳中心及寶顺路，東至住宅SAVANNAH及將軍澳運動場，南至唐俊街及將軍澳海濱公園。現時市中心南面正在發展中，現已興建將軍澳海濱公園、將軍澳運動場、唐明街公園、香港單車館公園及香港單車館。
而根據政府官方地圖，將軍澳市中心標示在寶邑路近將軍澳站附近、私人住宅天晉的所在位置。由於本區鄰近將軍澳隧道及港鐵將軍澳站，因此居民主要使用巴士及港鐵往返市區及同在新市鎮內的寶林與坑口一帶。
現時，將軍澳市中心主要分為三部分：市中心北部、市中心中部、市中心南部。
- 北部通常叫作尚德。東至寶康路，南至唐明街，西至寶順路。
- 中部通常叫作天晉、將軍澳、將軍澳站。東至寶康路，南至寶邑路，西至寶順路，北至唐明街。
- 南部通常叫作將軍澳南、將南、澳南、海濱、南岸等。東至將軍澳海濱公園，南至將軍澳海濱公園，西至寶順路，北至寶邑路。

## 將軍澳南
將軍澳南是將軍澳市中心南部的簡稱，屬將軍澳市中心一部分，此區為現時將軍澳新市鎮最新發展區域，建有多座低密度豪宅及私人樓宇，亦建有將軍澳海濱公園，可看見日出康城，並遠眺港島東一帶。

## 區內設施

### 住宅
- 公屋
  - 尚德邨
  - 怡明邨
- 居屋
  - 廣明苑
  - 富康花園
  - 寶明苑
  - 唐明苑
  - 寶盈花園
  - 雍明苑
- 私人屋苑
  - 將軍澳中心
  - 將軍澳廣場
  - 清水灣半島
  - 君傲灣
  - 天晉I、II、IIIA、IIIB及海天晉
  - The Parkside
  - 嘉悅
  - 帝景灣
  - CAPRI
  - SAVANNAH
  - MONTEREY
  - 海翩滙
  - 藍塘傲

### 公共設施
- 靈實醫院
- 將軍澳醫院
- 唐明街公園
- 香港單車館公園
- 將軍澳運動場
- 香港單車館
- 將軍澳南服務設施大樓
- 將軍澳第65區綜合康樂設施，當中包括室內暖水泳池（擬建）

### 商場
將軍澳市中心內大部分屋苑都設有商場，為居民提供各種商品、服務、飲食及宗教需要。商場主要位於將軍澳站周邊，而將軍澳南亦有不少商場。
位於將軍澳站周邊：
- TKO Spot（前尚德廣場）
- 將軍澳廣場
- 將軍澳中心
- PopCorn
- PopCorn 2

位於將軍澳南：
- 寶盈花園商場
- PopWalk（天晉滙）
- PopWalk 2（天晉滙2）
- PopWalk 3（天晉滙3）
- Ocean PopWalk（海天晉滙）
- MONTEREY Place
- SAVANNAH Place
- CAPRI Place
- Parkside Mall（前稱Parkside Place）
- 翩滙坊
- 格林威治村
- 雍明商場

#### 商場天橋網絡
部分商場透過行人天橋互相連接，由將軍澳站連接PopCorn商場，透過PopCorn連接周邊商場，包括PopCorn 2、將軍澳廣場、將軍澳中心、PopWalk（天晉滙）、PopWalk 2（天晉滙2）、寶盈花園商場、TKO Spot及富康花園商場。此外天橋網絡亦連接將軍澳站公共交通交匯處、調景嶺體育館，亦覆蓋調景嶺公共圖書館、香港單車館、尚德邨和唐明苑。部分商場更設有住客通道，讓住戶不需經過地面橫過馬路便能到達地鐵站及巴士站。

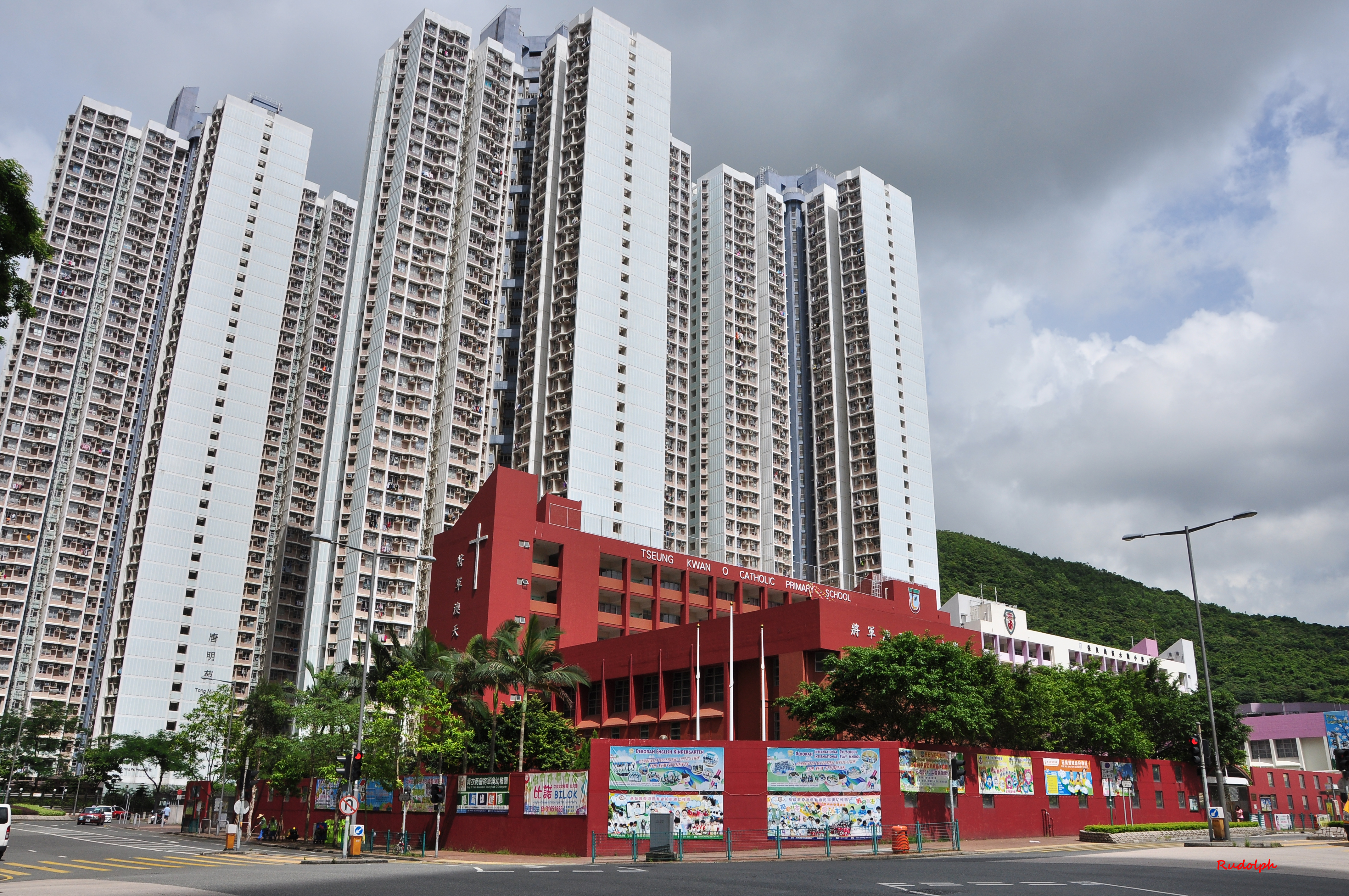
唐德街與唐賢街交界處，紅色建築物為將軍澳天主教小學，後方居屋為唐明苑
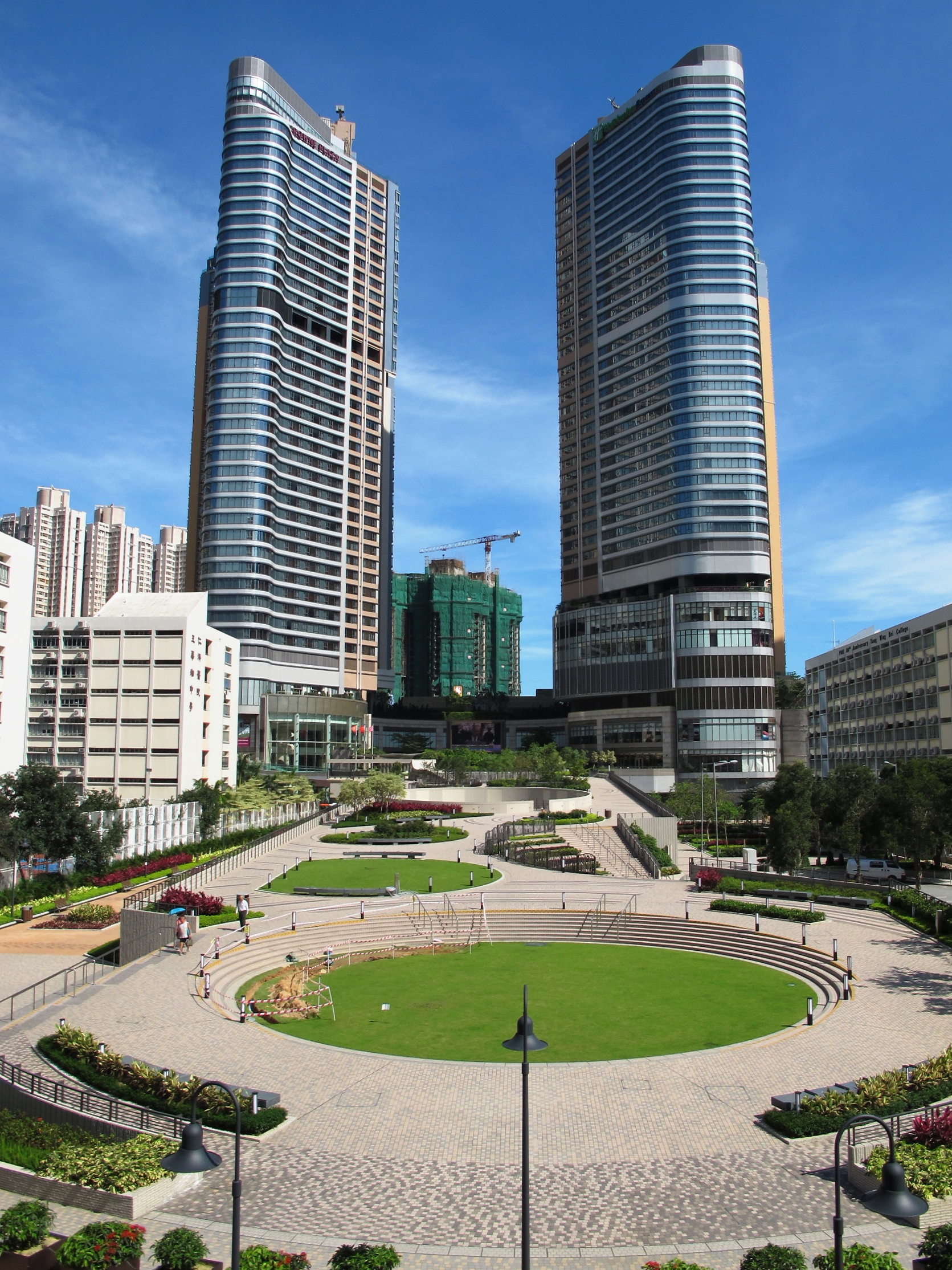
天晉及兩幢洲際酒店集團旗下的酒店，分別命名為香港九龍東皇冠假日酒店及香港九龍東智選假日酒店
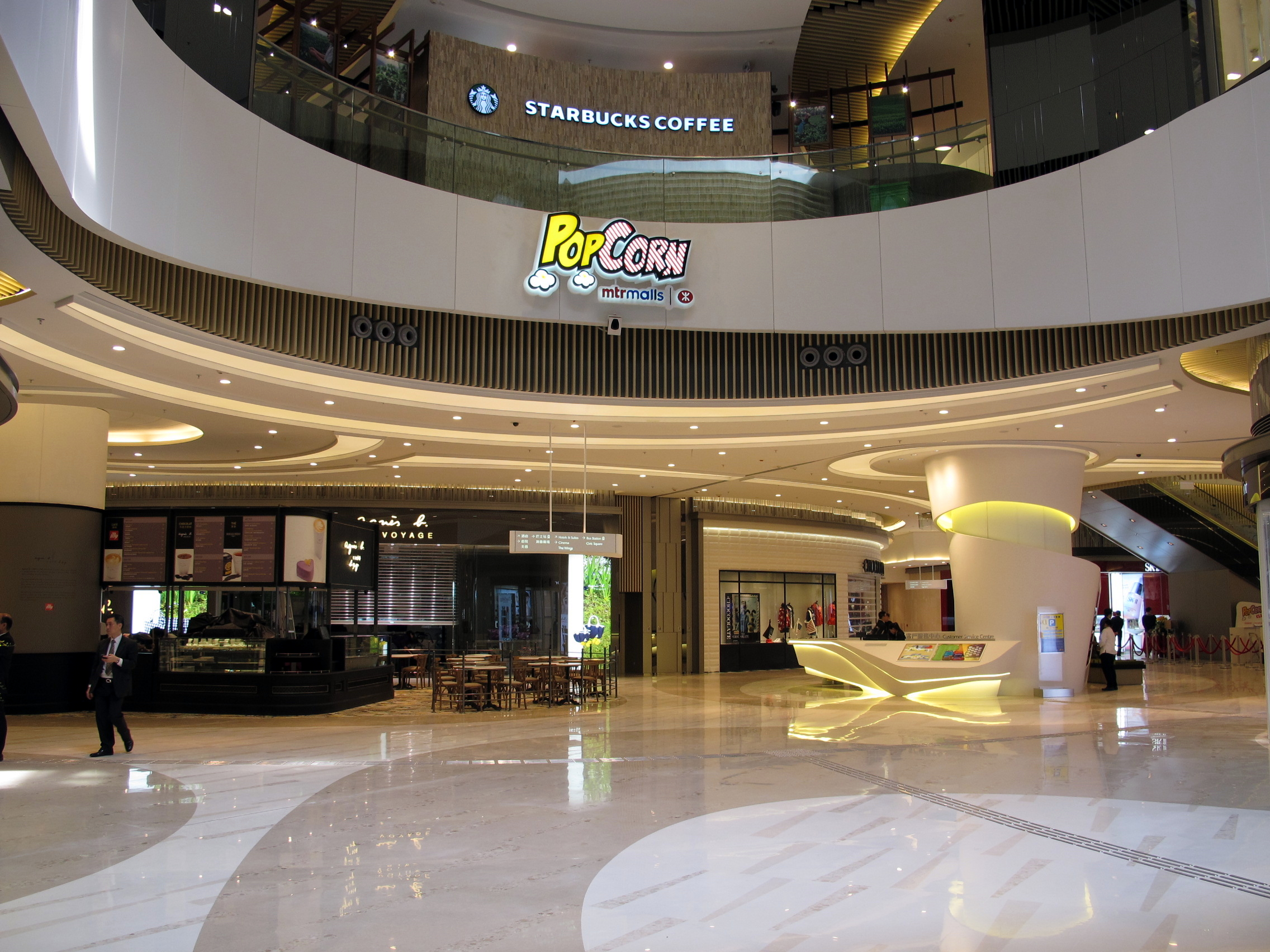
PopCorn商場

## 交通

### 主要道路
- 寶邑路
- 寶康路
- 寶順路
- 唐明街
- 唐德街
- 唐俊街
- 唐賢街
- 至善街

### 公共交通
港鐵
- █  將軍澳綫：坑口站B2出口、將軍澳站
- █  觀塘綫、 █  將軍澳綫：調景嶺站A1出口

將軍澳站公共運輸交匯處
| 792M | 將軍澳站     | ⇄ | 西貢     |          |
| 793  | 將軍澳工業邨 | ⇄ | 蘇屋邨   |          |
| 796P | 將軍澳站     | ⇄ | 尖沙咀東 |          |
| 796S | 將軍澳站     | ↺ | 牛頭角站 | 通宵服務 |
| 796X | 將軍澳工業邨 | ⇄ | 尖沙咀東 |          |
| N796 | 日出康城     | ↺ | 旺角     | 通宵服務 |

唐明街/尚德巴士總站
寶邑路/至善街
寶康路
唐賢街
唐俊街/唐德街

## 嚴重交通意外
2007年12月14日深夜11時50分，一輛新巴796S線沿寶順路南行駛至寶邑路交界時，與一輛城巴E22A線相撞。當時城巴有3名乘客從上層拋出車外，其中兩人被捲入車底，最後兩人證實不治。事件中有17人受傷。而新巴司機控以「危險駕駛導致他人死亡」罪名，並獲准以10,000港元保釋外出，肇事車輛則被拖往何文田汽車扣留中心扣查。事發路口本來設有交通燈，但事發時則已停用，被引起爭議。最後為免再次發生嚴重車禍，當局於2008年初將該路口改為迴旋處。
2009年11月9日凌晨0時20分，九巴692線一輛載有百多位乘客之丹尼士巨龍9.9米雙層巴士（車牌：HB691）於寶順路尚德迴旋處獨立彎位向右翻側，鏟向唐明街中央花槽。事件中共有35人受傷，部份傷者出現骨折及骨頭外露，一名17歲少女送往觀塘基督教聯合醫院後證實死亡。出事車身被拖往運輸署何文田車輛扣留驗車中心。36歲巴士車長被警察控告以危險駕駛導致他人死亡罪，被扣留調查。肇事車輛於翌年3月18日除牌。

## 區議會議席分佈
由於將軍澳南即調景嶺和將軍澳市中心由填海區發展而成，沒有自然界線分隔，為方便比較，以下列表以環保大道(自將軍澳隧道公路)、寶邑路以南及寶琳南路沿線直到維景灣畔澳景路閘口為範圍。
| 年度/範圍                                                                                    | 2000-2003      | 2004-2007        | 2008-2011          | 2012-2015          | 2016-2019          | 2020-2023          | 2024-2027      |
| -------------------------------------------------------------------------------------------- | -------------- | ---------------- | ------------------ | ------------------ | ------------------ | ------------------ | -------------- |
| 寶琳南路沿線、靈實醫院                                                                       | 康景選區一部分 | 康景選區一部分   | 康景選區一部分     | 康景選區一部分     | 廣明選區           | 廣明選區           | 將軍澳南選區   |
| 廣明苑、寶明苑                                                                               | 廣明選區       | 廣明選區         | 廣明選區           | 廣明選區           | 廣明選區           | 廣明選區           | 將軍澳南選區   |
| 富康花園                                                                                     | 安康選區       | 寶康選區         | 富君選區           | 富君選區           | 富君選區           | 富君選區           | 將軍澳南選區   |
| 將軍澳廣場                                                                                   | 安康選區       | 寶康選區         | 富君選區           | 寶軍選區           | 軍寶選區           | 軍寶選區           | 將軍澳北選區   |
| 君傲灣                                                                                       | 安康選區       | 寶康選區         | 富君選區           | 富君選區           | 富君選區           | 富君選區           | 將軍澳南選區   |
| 天晉                                                                                         | 尚德選區       | 將軍澳市中心選區 | 富君選區           | 富君選區           | 富君選區           | 富君選區           | 將軍澳南選區   |
| 寶盈花園、怡明邨、SAVANNAH                                                                   | 尚德選區       | 寶康選區         | 環保 選區          | 寶軍選區           | 寶怡選區           | 寶怡選區           | 將軍澳南選區   |
| 尚德邨                                                                                       | 尚德選區       | 尚德選區         | 尚德選區           | 尚德選區           | 尚德選區           | 尚德選區           | 將軍澳南選區   |
| 健明邨、彩明苑                                                                               | 尚德選區       | 健彩選區         | 健明選區及彩健選區 | 健善選區及彩健選區 | 健明選區及彩健選區 | 健明選區及彩健選區 | 將軍澳南選區   |
| 善明邨                                                                                       | 尚德選區       | 健彩選區         | 維都選區           | 健善選區           | 都善選區           | 都善選區           | 將軍澳南選區   |
| 都會駅                                                                                       | 尚德選區       | 健彩選區         | 維都選區           | 維都選區           | 都善選區           | 都善選區           | 將軍澳南選區   |
| 唐明苑、將軍澳中心                                                                           | 尚德選區       | 將軍澳市中心選區 | 澳唐選區           | 澳唐選區           | 澳唐選區           | 澳唐選區           | 將軍澳南選區   |
| 天晉 II、 IIIA 、 IIIB及海天晉 、帝景灣、嘉悅、The Parkside、CAPRI、藍塘傲、海翩滙、MONTEREY | 尚德選區       | 將軍澳市中心選區 | 維都選區           | 維都選區           | 寶怡選區           | 海晉選區           | 將軍澳南選區   |
| 維景灣畔                                                                                     | 尚德選區       | 將軍澳市中心選區 | 維都選區           | 維都選區           | 維景選區           | 維景選區           | 將軍澳南選區   |
| 清水灣半島                                                                                   | 尚德選區       | 尚德選區         | 環保選區           | 環保選區           | 環保北選區         | 環保北選區         | 西貢及坑口選區 |

註：以上主要範圍尚有其他細微調整（包括編號），請參閱有關區議會選舉選區分界地圖及條目。